# 에테르스켈 모르
에테르스켈 모르(아일랜드어: Eterscél Mór)는 전설에 나오는 에린의 지고왕이다. 오후 아럼의 후임 왕이고 누아두 네크트의 전임 왕이다. 먼스터의 왕 이르 막 데다드의 아들로, 이베르니인 옹구스 티르메흐 템라흐의 후손이 된다.
에테르스켈은 중세 아일랜드 사가 다 데르가 여관의 파괴에 등장한다. 에테르스켈은 자식이 없었는데, 민족을 알 수 없는 어느 여자가 아들을 낳아줄 것이라는 예언을 들었다. 에테르스켈은 에틴과 오후 페들레크의 딸 메스 부할라(한편, 에틴의 구애에서는 에틴과 오후 아럼의 딸이 오후 아럼과 교접해 낳은 딸이 메스 부할라라고 한다)를 찾아 강제로 결혼했다. 메스 부할라는 그녀가 수태된 과정이 부정하다는 의심을 받아 왕궁에서 쫓겨나 어느 목자 부부가 기르고 있었다.  어느날 밤, 메스 부할라가 에테르스켈의 집에 있는데 정체불명의 남자가 찾아와 그녀를 새로 변신시켜 함께 하늘로 날아간다. 메스 부할라는 그 남자의 씨를 받아 임신하여 코나러 모르를 낳고 에테르스켈의 아들인 것처럼 속여 길렀다.
에테르스켈은 5년 내지 6년간 재위했으며, 알렌 전투에서 누아두 네크트에게 죽었다. 에린 침략의 서에서는 그의 재위기가 로마 황제 아우구스투스 및 예수 그리스도의 탄생 시기와 겹친다(기원전 27년-기원전 14년)며, 즉 콘코바르 막 네사, 카르브러 니어 페르, 쿠 리, 알릴 막 마타 등 얼스터 대계(영웅 쿠 훌린이 활약하는 이야기)에서 패권을 겨루는 소왕국 왕들과 동시대에 살았다고 비정한다. 제프리 키팅은 기원전 70년-64년, 에린 왕국 연대기는 기원전 116년-기원전 111년으로 비정한다.
| 전임 오후 아럼 | 에린의 지고왕 LGE 기원전 1세기-기원후 1세기 AFM 기원전 116년-기원전 111년 FFE 기원전 70년-64년 | 후임 누아두 네크트 |